# Дорис
Дорис (мађ. Dorisz), је женско име које се користи у мађарском језику, води порекло из енглеског облика грчког имена Доротеја (грч. Δωροθεα), и има значење: дар божји. Дорина је иначе један од облика имена Доротија који је постао самосталан. Такође се порекло повезује грчким именом Дорис, чије је значење копље. Сродна имена су Доротија, Дора, Дорина

## Имендан
- 28. април.

## Познате личности
- Дорис Деј (мађ. Doris Day), америчка глумица
- Дорис Бизетић (срп. Дорис Бизетић), српска певачица, модни саветник, кореограф